# Острув-Оседле
Острув-Оседле (пол. Ostrów-Osiedle) — село в Польщі, у гміні Ласьк Ласького повіту Лодзинського воєводства.
У 1975-1998 роках село належало до Серадзького воєводства.